# Zoófito

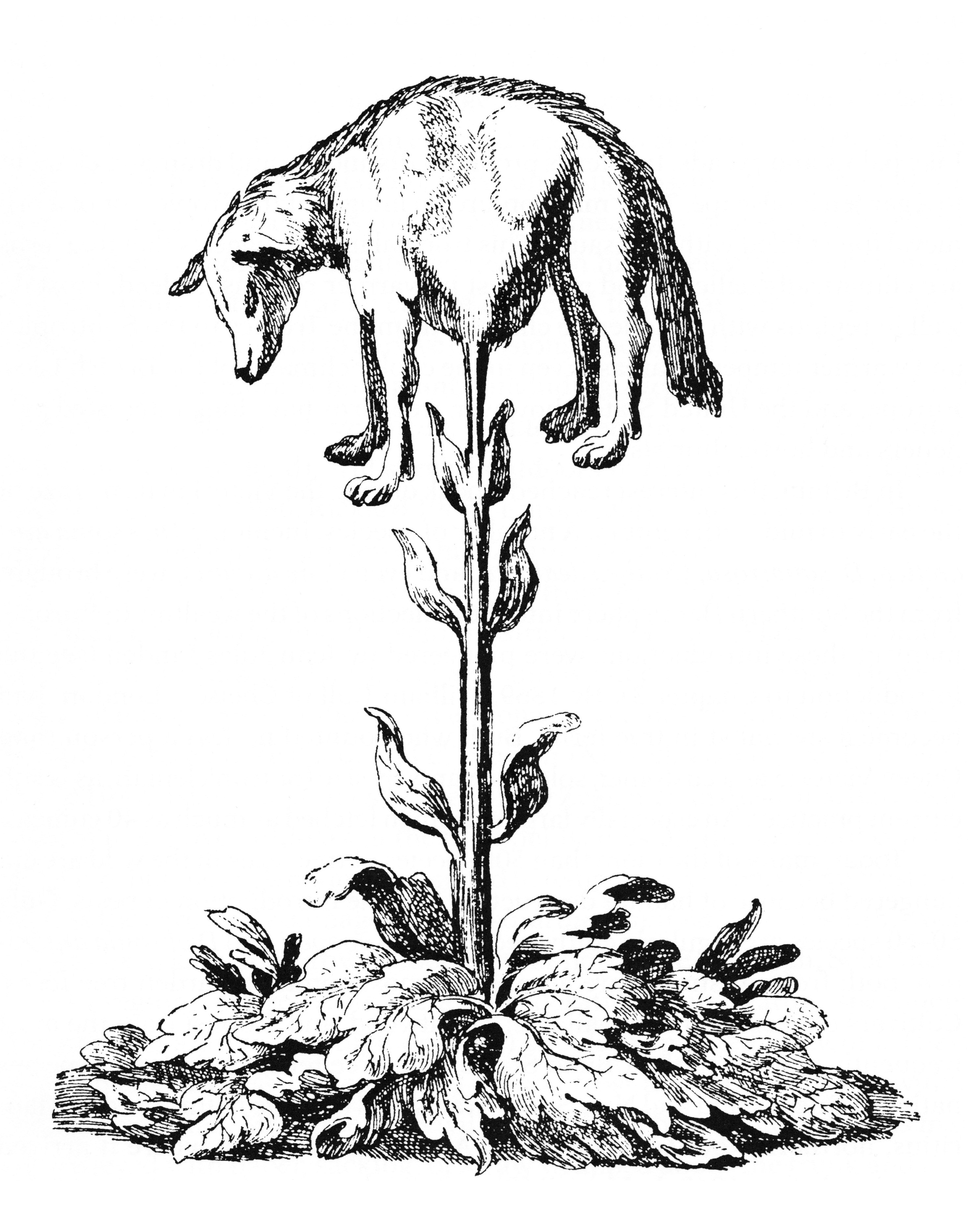
Ilustração mostrando um cordeiro fitozoário (o cordeiro vegetal da Tartária), uma tentativa europeia medieval de explicar a origem do algodão (uma lã que crescia em plantas).

Zoófito (do grego: zoóphyton; «animal-planta»), ou fitozoário, foram antigas designações, já obsoletas, utilizadas nas ciências biológicas para o conjunto dos seres vivos de simetria radiada que, embora considerados parte do reino animal apresentam conformação visual semelhante à dos vegetais. Incluía um diversificado grupo de metazoários que repartia pelos celenterados, espongiários e equinodermes, ao tempo considerados os grupos menos evoluídos da escala zoológica.

## Descrição
Representações gráficas de zoófitos eram comuns na literatura medieval e da Renascença europeias, em especial nos ervários, os manuais utilizados pelos herbanários e boticários medievais. Um exemplo notável é o cordeiro vegetal da Tartária, uma planta que existiria na Tartária e que teria cordeiros como fruto, produzindo o algodão.
Zoófitos apareciam em muitos textos médicos influentes da Europa clássica e medieval, tais como a obra de Dioscórides De Materia Medica e seus subsequentes adaptações e comentários, com destaque para a obra de Pietro Andrea Mattioli intitulada Discorsi.
Os zoófitos são frequentemente vistos como tentativas medievais para explicar a origem de plantas exóticas desconhecidas, especialmente as que apresentavam propriedades incomuns ou próximas de produtos de origem animal (como o algodão, no caso do cordeiro vegetal da Tartária).
Relatos da existência de zoófitos continuaram até ao século XVII e foram comentados por muitos pensadores influentes do período, entre os quais Francis Bacon. A primeira refutação formal da existência de zoófitos que se conhece data de 1646, e o cepticismo em relação à existência dessas criaturas foi crescendo no século seguinte.
Nas culturas do Extremo Oriente, tais como na Antiga China, os fungos eram classificados como plantas para efeitos médicos, nomeadamente na medicina tradicional chinesa. Contudo, organismos como os pertencentes ao géneros Cordyceps, e em particular a espécie Ophiocordyceps sinensis eram considerados zoófitos.

## Utilização taxonómica
Apesar da utilização literal do termo ter desaparecido da literatura europeia no século XVIII, o termo foi recuperado para uso em taxonomia por Georges Cuvier na sua influente obra Le Règne Animal, publicada em 1817. Cuvier utilizou o termo «zoófitos» para designar uma das suas quatro divisões do reino animal. A partir daí, o termo entrou em uso corrente, passando a designar os organismos metazoários que visualmente se assemelhavam a plantas, com destaque para as anémonas do mar, os corais e por extensão o conjunto os Cnidaria e similares (ao tempo os celenterados). O termo foi utilizado por Charles Darwin na sua obra Voyage of the Beagle em 1845.
Com o desenvolvimento da taxonomia e o conhecimento das enorme diversidade dos organismos a que o termo era aplicado, os quais na maior parte dos casos não apresentam entre si qualquer proximidade filogenética, apenas meras semelhanças morfológicas, o termo foi abandonado, sendo apenas encontrado em literatura antiga e em textos não científicos.